# اندیس باغ بالا (چاپان)
باغ بالا(رگهR2) یک اندیس غیرفلزی است که در حوالی شهر چاپان استان آذربایجان غربی قرار دارد و مادهٔ معدنی موجود در آن، سیلیس است.سنگ میزبان این اندیس شیست سیاه است و دیرینگی آن به دوران پرکامبرین می‌رسد. 